# ニュートン (ノースカロライナ州)
ニュートン（英: Newton）は、アメリカ合衆国ノースカロライナ州の西部カトーバ郡の都市であり、同郡の郡庁所在地でもある。2010年国勢調査での人口は12,968 人だった。
ニュートンは地元ではユニフォーと呼ばれるヒッコリー・レノア・モーガントン大都市圏に属しており、またシャーロット大都市圏に含まれることもある。

## 地理
ニュートンはカトーバ郡の中心にあり、座標では北緯35度39分54秒 西経81度13分28秒 / 北緯35.66500度 西経81.22444度 (35.665082, -81.224351)に位置している。市の北はコノ-バー市、北西はヒッコリー市と接している。クレアモント市が北東に、メイドン町が南にある。
アメリカ合衆国国勢調査局に拠れば、市域全面積は13.8平方マイル (35.8 km2)であり、このうち陸地13.8平方マイル (35.7 km2)、水域は0.04平方マイル (0.1 km2)で水域率は0.37%である

## 見どころ
- カトーバ綿糸工場

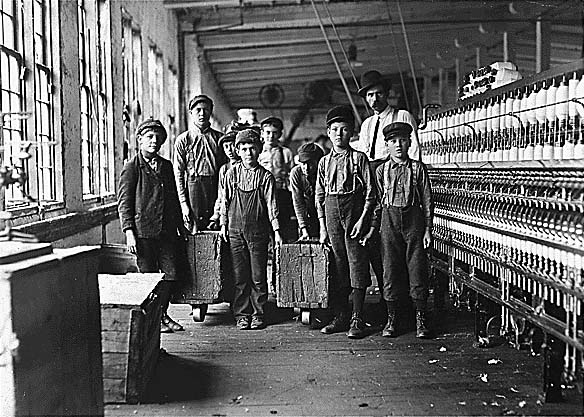
カトーバ綿糸工場の糸巻を外す係の少年と監督、1908年12月にルイス・ハインが撮影

カトーバ郡には以下の建造物がアメリカ合衆国国家歴史登録財に指定されている。
- カトーバ郡庁舎、1924年に建築家ウィラード・G・ロジャーズとJ・J・スタウトが設計[6]。現在はカトーバ郡歴史博物館になっている
- フォイル・クライン邸、ジョン・A・フォイル邸とも呼ばれる。1883年建設の家屋[6]
- グレース改革派教会、1887年にゴシック復古調で建設されたれきしある教会[6]
- ロング、マッコークル、マレーの邸宅群、1890年に建設されたクラフトマンとアン女王様式建築の邸宅群[6]
- ニュートン中心街歴史地区[7]
- 北メインアベニュー歴史地区[6]
- パーキンス邸[6]
- ラディシル・ウィルソン邸[6]
- セルフ・トロット・ブリケット邸[6]
- セントポール教会と墓地、1808年に建設された丸太造り下見板張りの教会、内部は連邦様式[6]

## 人口動態
以下は2000年国勢調査による人口統計データである。
| 基礎データ - 人口: 12,560 人 - 世帯数: 5,007 世帯 - 家族数: 3,314 家族 - 人口密度: 373.9人/km2（968.4 人/mi2） - 住居数: 5,368 軒 - 住居密度: 159.8軒/km2（413.9 軒/mi2） 人種別人口構成 - 白人: 77.58% - アフリカン・アメリカン: 12.33% - ネイティブ・アメリカン: 0.43% - アジア人: 3.40% - 太平洋諸島系: 0.03% - その他の人種: 4.63% - 混血: 1.60% - ヒスパニック・ラテン系: 9.52% 年齢別人口構成 - 18歳未満: 23.8% - 18-24歳: 8.8% - 25-44歳: 29.3% - 45-64歳: 21.4% - 65歳以上: 16.8% - 年齢の中央値: 37歳 - 性比（女性100人あたり男性の人口） - 総人口: 91.8 - 18歳以上: 88.6 | 世帯と家族（対世帯数） - 18歳未満の子供がいる: 29.4% - 結婚・同居している夫婦: 47.2% - 未婚・離婚・死別女性が世帯主: 14.4% - 非家族世帯: 33.8% - 単身世帯: 28.8% - 65歳以上の老人1人暮らし: 13.6% - 平均構成人数 - 世帯: 2.46人 - 家族: 3.00人 収入と家計 - 収入の中央値 - 世帯: 36,696米ドル - 家族: 44,330米ドル - 性別 - 男性: 27,237米ドル - 女性: 22,963米ドル - 人口1人あたり収入: 18,427米ドル - 貧困線以下 - 対人口: 12.1% - 対家族数: 8.4% - 18歳未満: 19.1% - 65歳以上: 13.2% |

## 著名な出身者
- トーリ・エイモス（1963年8月22日 - ）、本名はマイラ・エレン・エイモス、シンガーソングライター、ピアニスト、ニュートン生まれ

## メディア
- 「ジ・オブザーバー・ニューズ・エンタープライズ」は、ニュートンやコノ-バーなどの地元ニュースやスポーツを伝える日刊紙であり、1879年創刊である
- 「アウトルック」、週刊の娯楽と活動のガイド、ニュートン、コノ-バー、ヒッコリーで配布
- 「クレアモント・クーリエ」、無料月刊誌